# Pierre Mendès France
Pierre Mendès France (tiếng Pháp: [pjɛʁ mɑ̃dɛs fʁɑ̃s]; 11 tháng 1 năm 1907 – 18 tháng 10 năm 1982), hay thường được gọi là PMF, là nhà ngoại giao và chính trị gia người Pháp.
Mendès France bắt đầu sự nghiệp chính trị từ rất trẻ vào năm 1924, khi tham gia phản đối hoạt động của phong trào cực hữu. Năm 1932, ông đắc cử dân biểu tỉnh Eure khi gia nhập đảng cánh tả Cấp tiến liên minh cùng Mặt trận Bình dân, rồi trở thành một trong những cố vấn trong nội các Thủ tướng Léon Blum vào năm 1938. Chiến tranh thế giới thứ hai bùng nổ, ông bị Chính phủ Vichy giam giữ, rồi trốn thoát để tham gia Lực lượng không quân tự do Pháp (FAFL). Không lâu sau, ông trở thành cố vấn tài chính rồi Bộ trưởng Bộ Kinh tế trong Chính phủ lâm thời Cộng hòa Pháp từ tháng 9 năm 1943 tới tháng 4 năm 1945.
Năm 1954, Mendès France được Tổng thống René Coty đề bạt là Chủ tịch Hội đồng bộ trưởng kiêm Bộ trưởng Bộ Ngoại giao. Ông trực tiếp là người thương thảo chấm dứt Chiến tranh Đông Dương, xây dựng nên lộ trình hòa bình cho Tunisia và tham mưu phát triển cho Maroc. Tuy nhiên, thái độ cứng rắn của ông đối với Algérie đã khơi mào nên Chiến tranh Algérie đẫm máu cũng như sự ra đi của Chính phủ của ông vào năm 1955, góp phần thổi bùng lên làn sóng phản đối chế độ thuộc địa và sự sụp đổ của chế độ này trên toàn thế giới. Sau đó, Mendès France trở thành Quốc vụ khanh trong chính phủ của Guy Mollet vào năm 1956, nhưng từ chức không lâu sau vì những bất đồng trong vấn đề Algérie.
Ông bỏ phiếu "chống" trong việc bổ nhiệm Charles de Gaulle vào chức vụ Chủ tịch Hội đồng Nhà nước vào năm 1958, và không lâu sau đó thất bại trong việc có được phiếu bầu dân biểu vào tháng 11 cùng năm. Năm 1967, Mendès France trúng cử dân biểu tỉnh Isère nhưng rồi tiếp tục thất bại chỉ 1 năm sau đó. Năm 1968, ông liên danh cùng ứng cử viên Gaston Defferre cho cuộc bầu cử Tổng thống Pháp năm 1969.
Dù chỉ lãnh đạo chính phủ Pháp trong vòng chưa đầy 8 tháng, Mendès France đã mang lại nhiều thay đổi bước ngoặt tới nền chính trị Pháp cũng như cấu trúc cánh tả của đất nước này. Ngày nay, ông vẫn được coi là hình mẫu cho nhiều thế hệ chính trị gia Pháp và là một nhà lãnh đạo được đánh giá cao trong lịch sử Pháp.